# 立誠ガーデン ヒューリック京都
立誠ガーデン ヒューリック京都（りっせいガーデン ヒューリックきょうと）は、京都府京都市中京区木屋町通蛸薬師にある複合施設。ホテル、店舗、多目的ホールなどが入居し、2020年7月21日に開業した。
1927年竣工の近代建築である京都市立立誠小学校校舎をリノベーションした3階建の既存棟と、西側にある8階建の新築棟から構成される。2017年、ヒューリックと地元自治会の立誠自治連合会、京都市が元立誠小学校跡地の活用計画に合意し、PPP事業として開発された。2018年から60年間の定期借地権が設定されている。

## 構成
ザ・ゲートホテル京都高瀬川 by HULICが、Schoolhouse棟（既存棟）の2階と3階、Main棟（新築棟）の2階から8階を占め、それぞれ20室と164室の客室を設ける。
新築棟の1階には、ヒューリックホール京都が入居する。客席が200席程度の貸しホールであり、ヒューリックとしては3か所目の貸しホール事業となる。運営は立誠自治連合会が設立した一般社団法人文まちが行う。
そのほか、文まちが運営する立誠図書館（新築棟1階）、自治会活動スペース（既存棟1階）、567台収容の先斗町自転車駐輪場（新築棟地下1階）、立誠ひろばなどがある。

## ギャラリー
- Main棟
- Schoolhouse棟入口
- 同左、店舗
- 同左、ホテル入口
- 同左、ロビー